# 沼生黑三棱
沼生黑三棱（学名：Sparganium limosum），为黑三棱科黑三棱属下的一个植物种。